# Uracoa (Venezuela)
Pour les articles homonymes, voir Uracoa.
Uracoa est le chef-lieu de la municipalité d'Uracoa dans l'État de Monagas au Venezuela.